# Limoges Hand 87
El Limoges Hand 87 es un club de balonmano francés de la ciudad de Limoges. En la temporada 2020-21 debutó en la máxima categoría del balonmano francés.

## Plantilla 2024-25
|  | Porteros - 12 Dino Slavić - 26 Gauthier Ivah Extremos izquierdos - 8 Maxime Ogando Extremos derechos - 3 Andréa Guillaume - 21 Jenilson Varela Pívots - 9 Tomislav Kušan - 28 Nicolas Nieto - 98 Timmy Petit | Laterales izquierdos - 17 Ihor Turchenko - 44 Matej Hrstić Centrales - 25 Jon Azkue - 45 Seif El-Deraa Laterales derechos - 5 Ewan Kervadec - 7 Sime Ivić - 11 Faruk Yusuf |